# Plouigneau
Plouigneau é uma comuna francesa na região administrativa da Bretanha, no departamento de Finistère. Estende-se por uma área de 63,86 km². Em 2010 a comuna tinha 5 264 habitantes (densidade: 82,4 hab./km²). Em 1 de janeiro de 2019, a antiga comuna de Le Ponthou foi incorporada ao seu território.